# San Pedro Xochiteotla
San Pedro Xochiteotla es una localidad del municipio de Chiautempan en el estado de Tlaxcala, en México.
Cuenta con un bachiller de estudios media superior a distancia (Cecyte-EMSaD).
EMSAD NO.25 SAN PEDRO XOCHITEOTLA  
https://cecytlax.edu.mx/emsad-25-san-pedro-xochiteotla/

## ponimia
Xochiteotla se compone de dos palabras en náhuatl: xóchitl, que significa ‘flor’, y teotl, que quiere decir ‘tarde’ (por lo que significaría ‘flor de la tarde’).

## Historia
A finales del siglo XIX, se le conocía como Paintla, que más tarde sería Xochiteotlac (xóchitl: ‘flor’, teotlac: ‘tarde’).
Fueron dos reyes ya de edad avanzada quienes pidieron permiso  de los sacerdotes del segundo Tequil-Tizatlan, para poder vivir aquí. Como prueba de su existencia, aún se resguardan dos estandartes de aproximadamente 1.80 m de largo, con un grosor de un tubo de 2 pulgadas; el estandarte, de 50 cm de ancho. Uno es de oro y otro de plata, los cuales fueron entregados al municipio de Santa Ana Chiautempan, para su resguardo.
También existe un poema que fue escrito por el poeta Netzahualcóyotl, poema dedicado e inspirado por el bello lugar pero también por una hermosa mujer de la cual aún no se tiene el conocimiento de quién pudo haber sido.

## Ubicación
El pueblo de "San Pedro Xochiteotla" se encuentra ubicado en el municipio de Santa Ana Chiautempan. Xochiteotla colinda al oriente con el pueblo de San Rafael Tepatlaxco; al poniente con Santa Cruz Guadalupe y San Miguel Xaltipan, al norte con San José Aztatla y al sur con Guadalupe ixcotla y San Bartolomé Cuahuixmatlac.

## Equipamientos educativos
Tiene, un Jardín de infancia "Hermenegildo Galeana", la Escuela Primaria Rural Federal "Emiliano Zapata" y una Secundaria Técnica. también cuenta con algunos asesores del ITEA (Instituto Tlaxcalteca para la Educación de los Adultos).y en la actualidad cuenta con un EMSAD (CECYTE)que es un bachillerato

## Equipamientos de salud
Cuenta con un centro de salud para atención al público en general y también hay Quiroprácticos o hueseros muy eficaces, el más conocido es don Pastor Salauz, su hija Doña Elena Salauz y su hijo Francisco del mismo apellido.

## Gobierno
Xochiteotla cuenta con una Presidencia de Comunidad, la cual está a cargo de un presidente, que es elegido cada año por elecciones populares.

## Transporte
Cuenta con dos líneas de transporte, la más antigua se fundó el 30 de abril de 1961, la cual cuenta con dos rutas, una de Chiautempan a Tepatlaxco y la otra de Chiautempan a san Felipe Cuauhtenco. Hay otra línea; su ruta va Chiautempan a Xochiteotla, pero no llega por el centro, si no por el lado norte.

## Artesanía
Antiguamente la mayor parte de la población vivía de la elaboración de cobijas, en telares de madera, pero la industria, los productos chinos y la piratería, han mermado la producción; también cuenta con algunos talleres de costura.

## Agricultura
Lo que más se produce es el maíz, también algunos pobladores siembran calabaza y frijol; antiguamente, había mucha fruta pero las plagas han estado dañando los cultivos. Algunos de sus habitantes crían sus animales (cerdos, gallinas, guajolotes vacas y toros). Los asnos, como en toda la república, existen muy pocos.

## Costumbres
En san Pedro Xochiteotla, cada año se celebra la fiesta de su patrono, "San Pedro Apóstol", el día 29 de junio; con mañanitas tamales y atole; la comida se trasfiere al siguiente domingo en la casa del mayordomo de San Pedro; también se celebra de la Virgen de Guadalupe el 12 de diciembre y la Semana Santa entre la celebraciones más populares incluyendo el 2 de noviembre, fecha en que se celebra a los fieles difuntos o fiesta de todos los santos.

## Economía local
Debido al decrecimiento en las artesanías, los pobladores han tenido que buscar trabajo en las ciudades de Chiautempan, Apizaco, Tlaxcala, Capital, pueblos circunvecinos y el vecino estado de Puebla; varios de sus habitantes han tenido que emigrar a los Estados Unidos para buscar mejores condiciones de vida. Por lo que el progreso no se ha detenido.

## Patrimonio artístico
Xochiteotla cuenta con dos iglesias y una pequeña capillita. En un inicio, en la pequeña capillita se celebraba la misa, pero después se construyó la antigua iglesia y últimamente un templo nuevo, que no está concluido en su totalidad, pero que está en funciones y debido a que es muy amplio, en este templo se celebran los oficios religiosos. Perteneció primero a la parroquia de Santa Ana,  y después a la del Carmen y en la actualidad, a la parroquia de Guadalupe Ixcotla. Cuenta también con dos pozos, uno que abastece a la población en general y otro a los ejidatarios. Hay dos pozos antiguos de noria, que están hoy en desuso.